# Guillaume Le Blanc (écrivain français)
Pour les articles homonymes, voir Le Blanc.
 (janvier 2022).
Si vous disposez d'ouvrages ou d'articles de référence ou si vous connaissez des sites web de qualité traitant du thème abordé ici, merci de compléter l'article en donnant les références utiles à sa vérifiabilité et en les liant à la section « Notes et références ».
Guillaume le Blanc (né le 29 novembre 1966) est un philosophe et écrivain français, auteur d'une vingtaine de livres dont beaucoup sont traduits dans plusieurs langues. Il est, depuis septembre 2018, professeur de philosophie politique et sociale à l'université Paris-Diderot, après avoir été depuis 2015 professeur de philosophie à l'université Paris Est Créteil, où il a été titulaire de la chaire de « philosophie pratique » et après avoir été professeur de philosophie à l’université Bordeaux-Montaigne jusqu'en 2015. Il est désormais professeur de philosophie sociale et politique à l'université de Paris Cité, membre sénior de l'Institut Universitaire de France depuis 2022.

## Travaux
- Si vous ne connaissez pas le sujet, laissez ce bandeau (vous pouvez alors contacter les auteurs).
- Si vous supprimez le contenu mis en cause (vous pouvez préalablement contacter les auteurs),

argumentez précisément cette suppression dans la page de discussion
(un manque de référence n'est pas un argument ; une recherche réelle de référence doit avoir été effectuée, être formellement documentée).
Son travail porte essentiellement sur la question des normes dans sa double dimension vitale et sociale, d'où une enquête à la fois en direction de la médecine et de la « critique sociale ». Il analyse d'une part les catégories de la santé, de la maladie, de la normalité dans une perspective de philosophie de la médecine. Il a publié à ce sujet Canguilhem et les normes (PUF, 1999) et Canguilhem et la vie humaine (PUF, 2002). Il étudie d'autre part les limites complexes qui distinguent précarité, exclusion, vie décente et normalité. Il a publié sur ce sujet : Les maladies de l'homme normal (Éditions du Passant, 2004) ; Vies ordinaires, vies précaires (Seuil, 2007) ; L’invisibilité sociale (PUF, 2009), Que faire de notre vulnérabilité (Bayard, 2011) ainsi qu’un roman : Sans domicile fixe (Éd. du Passant, 2004).
Il s'attache à réfléchir sur l'inscription précaire des vies ordinaires dans les normes et sur les recréations anonymes de celles-ci par le déploiement d'un style original. Il a ainsi publié une philosophie en course, Courir. Méditations physiques (Flammarion, 2012, réédition poche 2015), dans laquelle il s'attache en 42 chapitres, comme les 42 kilomètres d'un marathon, à produire des exercices spirituels et physiques expérimentés pendant la course à pied.
Il contribue également à mettre en perspective la philosophie française contemporaine, qu'il interprète depuis la possibilité de la contre-culture, signant dans La philosophie comme contre-culture (PUF, 2014) un manifeste pour une certaine idée de la philosophie déployée dans les années 1960 et revisitée librement jusqu'à aujourd'hui. Il a proposé aussi une méditation sur le personnage conceptuel de Charlot, interprété comme témoin précaire de notre temps, parvenant dans les formes ultimes de la survie sociale à défaire les normes de notre monde commun, parmi lesquelles celles touchant au travail (Les Temps modernes), à la famille (Le Kid), à la patrie (Le Dictateur). L'héritage de Foucault et de Canguilhem est ici accompli en direction d'une reformulation de la philosophie sociale.

### Livre
- Gens de Berlin, Éditions de La Table Ronde, 1994

- Canguilhem et les normes, Paris, PUF, collection « Philosophies », 1998. Traduction en espagnol ( Buenos Aires, Ediciones Nueva Vision, 2004)
- La Vie humaine, Paris, PUF, collection « Pratiques théoriques », 2002
- Sans domicile fixe, Éditions du passant, 2004
- Les Maladies de l’homme normal, Éditions du Passant Ordinaire, 2004. Réédité sous une version plus longue en avril 2007 dans la collection « Matières étrangères » de Vrin
- L’Esprit des sciences humaines, Vrin, 2005
- La Pensée Foucault, Ellipses, 2006
- Vies ordinaires, vies précaires, Éditions du Seuil, 2007
- Gagner sa vie, est-ce la perdre ?, Gallimard jeunesse, 2008
- L'Invisibilité sociale, PUF, 2009
- Canguilhem et la vie humaine, PUF, 2010
- Lisbonne au cœur, Éditions du Laquet, 2000
- Dedans, dehors : la condition d'étranger, Paris, Éditions du Seuil, collection « La Couleur des Idées », 2010
- Que faire de notre vulnérabilité ?, Bayard, 2011
- A la recherche de son âme, Gallimard jeunesse, 2011
- Courir : Méditations physiques, Flammarion, 2012  (ISBN 978-2081283220)
- L'Insurrection des vies minuscules, Bayard, 2013
- La Philosophie comme contre-culture, PUF, 2014
- La Femme aux chats, Éditions du Seuil, 2014
- La fin de l'hospitalité, avec Fabienne Brugère, Paris, Flammarion, 2017
- Vaincre nos peurs, tendre la main, Mobilisons-nous pour les exclus!, Flammarion, 2019
- Le peuple des femmes" (avec Fabienne Brugère), Flammarion, 2021
- La solidarité des éprouvés. Pour une histoire politique de la pauvreté", Payot, 2023
- Oser pleurer", Albin Michel, 2024
- Les Passions dangereuses", Albin Michel, 2025

### Direction d’ouvrages et de dossiers spéciaux
- Lectures de Canguilhem, « Le normal et le pathologique », Fontenay-aux-Roses, Feuillets de l’ENS Fontenay Saint/Cloud, 2000 (160 p.).
- Michel Foucault au Collège de France : un itinéraire, coédité avec Jean Terrel, Bordeaux, Presses Universitaires de Bordeaux, 2003 (225 p.).
- La médecine et le corps, Esprit, mars 2002.
- Les nouvelles figures du soin, coordonné avec Frédéric Worms, Esprit, janvier 2005.
- Dictionnaire politique à l'usage des gouvernés (avec Fabienne Brugère et sous la direction), Bayard, 2012.
- Le Peuple des femmes (avec Fabienne Brugère), Flammarion, 2021

### Présentations
- Présentation de Lectures de Canguilhem, op. cit.
- Présentation de Michel Foucault au Collège de France : un itinéraire, op. cit.